# Frank Luypaert
Frank Luypaert (20 september 1962) is een Belgisch voormalig zaalvoetballer.

## Levensloop
Luypaert verdedigde de kleuren van MFC Trivières, als speler van deze club ontving hij in 1993 de Bronzen Pantoffel. Voorts kwam hij uit voor PS Oostkamp, ZVC Anjo Hoeselt, ZVC Bellekouter Affligem en Brussels United. Daarnaast was hij actief in het Belgisch zaalvoetbalteam. Met de Indoor Rode Duivels nam hij onder meer deel aan het wereldkampioenschap van 1989, alwaar hij met de nationale equipe vierde werd. In totaal verzamelde hij 11 caps.
Na zijn spelerscarrière was hij onder meer actief als coach bij Amigo Schepdaal, FP Asse-Gooik (en diens opvolger FP Halle-Gooik), Futsal Hasselt (waarmee hij in 2016-'17 de Beker van België won) , Real Noorderwijk, Celtic Houthalen en sinds 2019 Galaxy Aalst.